# Barry White's Greatest Hits Vol. 2
Barry White's Greatest Hits Vol. 2 è il secondo greatest hits del cantante statunitense Barry White, pubblicato nel 1981 dalla Casablanca Records.

## Tracce
1. How Did You Know It Was Me? (White) - 3:35
2. It's Ecstasy When You Lay Down Next to Me (Paris, Pigford) - 6:53
3. I'm Qualified to Satisfy You (White) - 4:21
4. You Turned My Whole World Around (Pearson, Wilson) - 6:03
5. Your Sweetness Is My Weakness (White) - 8:09
6. Sha La La (Means I Love You) (White) - 7:29
7. Let the Music Play (White) - 3:34
8. Oh What a Night for Dancing (White, Wilson) - 3:14